# Rachunek pomocniczy
Rachunek pomocniczy – obok rachunku bieżącego i rachunku lokat terminowych jeden z podstawowych rachunków bankowych, jakie polskie prawo przewiduje w celu przechowywania środków pieniężnych i przeprowadzania rozliczeń związanych z działalnością gospodarczą.
Rachunek pomocniczy służy  przeprowadzaniu rozliczeń w innych bankach niż bank prowadzący rachunek bieżący. Operacje te ograniczają się zazwyczaj do ściśle określonych celów, jak np.:
- wypłata wynagrodzeń w placówkach terenowych,
- wypłata w skupie produktów rolnych,
- wypłata zaliczek na wydatki administracyjno-gospodarcze.

Otwarcie rachunku pomocniczego nie wymaga zgody banku prowadzącego rachunek bieżący (chyba że umowa o otwarciu rachunku bieżącego wyraźnie formułuje taki obowiązek).